# Khanaria
Khanaria is een dorp in Kundam, district Jabalpur in de Indiase deelstaat Madhya Pradesh. Khanaria ligt nabij de plaats Pitkuhi Kalan en ook nabij Bhajia.

## Geboren in Khanaria
- Mahatam Singh, taalkundige